# Anita Bråkenhielm
Runa Anita Elisabet Bråkenhielm, född Ohlander 1 mars 1937 i Lannaskede församling i Jönköpings län, är en svensk läkare, politiker och ämbetsman.

## Biografi
Anita Bråkenhielm avlade medicine licentiatexamen vid Lunds universitet 1963 och blev legitimerad läkare samma år. Därefter var hon underläkare vid Linköpings lasarett 1964, vid Kalmar lasarett 1965–1966 och vid Eksjö lasarett 1967–1970. Hon uppnådde specialistkompetens i gynekologi och obstetrik 1970, varpå hon var överläkare vid Vetlanda sjukhus 1970–1989. Åren 1979–1988 var hon moderat riksdagsledamot för Jönköpings läns valkrets. Bråkenhielm var landshövding i Kristianstads län 1990–1996 och i Kalmar län 1996–2002. Under hennes tid som landshövding blev Kalmar län ett försökslän och fick ett regionförbund. Länsstyrelsens styrelse ersattes av landshövdingens råd. Södra Ölands odlingslandskap blev ett världsarv.
Bråkenhielm var dessutom ledamot av Jönköpings läns landsting 1976–1982, ordförande i 1980 års abortkommitté 1980–1983, ordförande i Riksförbundet Sveriges lottakårer 1986–1992, ordförande i styrelsen för Riksarkivet 1990–1996, ledamot av styrelsen för Statens räddningsverk 1990–1998, ledamot av styrelsen för Statens arbetsgivarverk 1992–1998, ledamot av styrelsen för SIDA 1995–2000, ledamot av styrelsen för Fiskeriverket 1996–2002, ledamot av styrelsen för Drottning Victorias vilohem sedan 1996, ledamot av styrelsen för Överstyrelsen för civil beredskap 1998–2001, ordförande i styrelsen för Sophiahemmet Högskola 1999–2001, ordförande i Caremas etiska råd sedan 2000, ledamot av styrelsen för Stiftelsen Silviahemmet sedan 2000 och ordförande i Sophiahemmet ideell förening sedan 2001. Hon mottog 2004 Hans Majestät Konungens medalj av 12:e storleken i Serafimerordens band.
Anita Bråkenhielm är dotter till prosten Suno Ohlander och läroverksadjunkten Runa Svensson. Hon var gift 1965–1982 med skogsinspektorn och jordbrukaren Peder Bråkenhielm. De fick barnen Anna (född 1966) och Per (född 1968). Anita Bråkenhielm gifte senare om sig med tandläkaren Leif Dahlman. Hon är syster till Ann-Sofie Ohlander.